# Lumbala flygplats
Lumbala flygplats är en flygplats i Angola.   Den ligger i provinsen Moxico, i den centrala delen av landet, 1 100 kilometer sydost om huvudstaden Luanda. Lumbala flygplats ligger 1 126 meter över havet.
Terrängen runt Lumbala flygplats är platt. Runt Lumbala flygplats är det mycket glesbefolkat, med 2 invånare per kvadratkilometer..
Omgivningarna runt Lumbala flygplats är huvudsakligen savann.